# 8300 Iga
8300 Iga este un asteroid din centura principală de asteroizi.

## Descriere
8300 Iga este un asteroid din centura principală de asteroizi. A fost descoperit pe 9 ianuarie 1994 la Ōizumi de Takao Kobayashi. El prezintă o orbită caracterizată de o semiaxă mare de 2,62 ua, o excentricitate de 0,17 și o înclinație de 11,3° în raport cu ecliptica.